# Philippe de Saxe-Cobourg-Gotha
Philippe de Saxe-Cobourg-Gotha, connu également sous le nom de Philippe de Saxe-Cobourg-Kohary, prince de Saxe-Cobourg, est né le 28 mars 1844 à Paris et mort le 3 juillet 1921 à Cobourg, en Allemagne. C'est un prince de la maison de Saxe-Cobourg, un membre de la Chambre des Seigneurs de Hongrie (1881-1918), un écrivain ainsi qu'un numismate renommé.
Philippe de Saxe-Cobourg passe son enfance entre la France, la Belgique, l’Allemagne et l’Autriche-Hongrie. Après avoir été un temps considéré comme un candidat possible au titre de prince héritier du royaume de Grèce, il part suivre des études en Allemagne puis intègre, en 1864, l’armée austro-hongroise. En 1872, le prince effectue, avec son frère cadet Auguste, un tour du monde dont il ramène de nombreux objets de collection ainsi que deux livres de souvenirs. Peu après son retour en Europe, il épouse, en 1875, sa cousine la princesse Louise de Belgique. Cependant, le mariage est un fiasco et Louise trompe sa tristesse en dilapidant la fortune de son époux et en entretenant des liaisons avec d’autres hommes. Après un scandale qui conduit la princesse en hôpital psychiatrique pendant six ans, le couple divorce en 1906. En 1881, Philippe succède à son père à la tête de la troisième fortune immobilière d’Autriche-Hongrie. Figure importante de la haute société viennoise, il est un collectionneur averti et publie plusieurs articles consacrés à la numismatique. Il ressort cependant ruiné de la Première Guerre mondiale et s'exile à Cobourg, en Allemagne.

## Famille

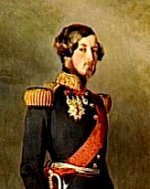
Le prince Auguste de Saxe-Cobourg, père de Philippe.

Philippe de Saxe-Cobourg est le fils aîné du prince Auguste de Saxe-Cobourg (1818-1881) et de son épouse la princesse française Clémentine d'Orléans (1817-1907).
Frère aîné du roi Ferdinand Ier de Bulgarie, il est également apparenté, par son père, aux familles royales de Belgique, du Portugal et du Royaume-Uni tandis qu'il descend, par sa mère, du roi des Français Louis-Philippe Ier.
Le 4 février 1875, il épouse à Bruxelles, en Belgique, sa cousine la princesse Louise de Belgique (1858-1924), elle-même fille du roi Léopold II de Belgique (1835-1909) et de la reine Marie-Henriette d'Autriche (1836-1902). À Vienne, la nouvelle duchesse  "Cobourg" devient une intime du Kronprinz Rodolphe auquel le lie un lointain cousinage. Elle le convainc d'épouser sa sœur Stéphanie. Ainsi le couple Cobourg, outre sa proche parentalité avec les souverains belges, anglais et bulgares devient-il le beau-frère et la belle-sœur du futur souverain austro-hongrois. 
De ce mariage naissent deux enfants : 
- Léopold de Saxe-Cobourg-Gotha (1878-1916) qui meurt, sans alliance, dans des conditions scandaleuses au cours d'une dispute avec sa maîtresse (la jeune femme lui ayant jeté de l'acide au visage) ;
- Dorothée de Saxe-Cobourg-Gotha[1] (1881-1967) qui épouse, en 1898, le duc Ernest-Gonthier de Schleswig-Holstein-Sonderbourg-Augustenbourg (1863-1921), frère cadet de l'impératrice allemande Augusta-Victoria (1858-1921).

Le mariage de Philippe et de Louise de Belgique se termine par un divorce le 15 janvier 1906.

## Biographie

### Enfance

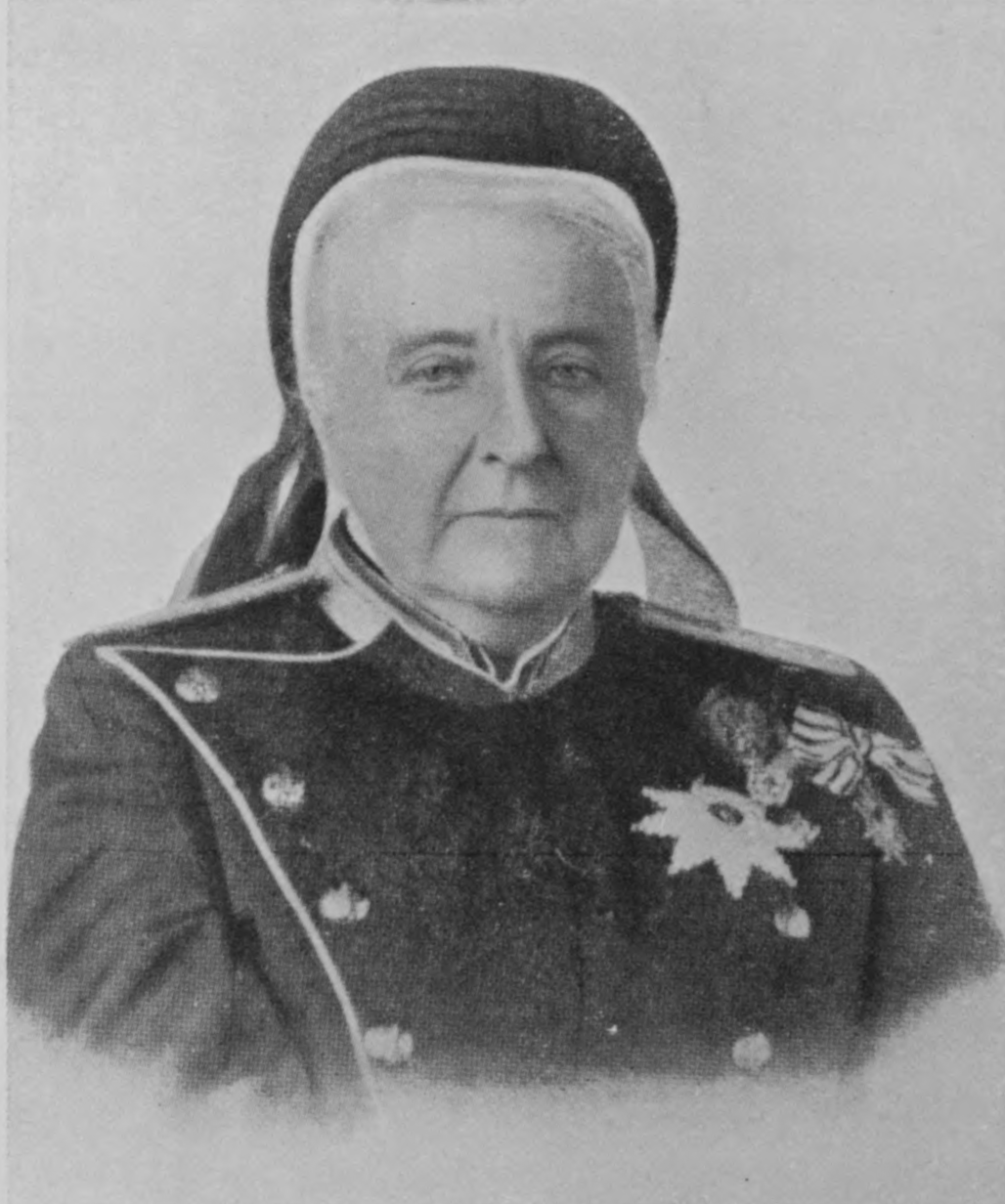
La princesse française Clémentine d'Orléans, mère de Philippe.

Le prince Philippe voit le jour en France, au palais des Tuileries, où sa mère, la princesse Clémentine d'Orléans, a choisi d’accoucher de ses enfants. Très jeune, l’enfant parcourt l’Europe avec sa famille et passe son temps entre le royaume de son grand-père, le roi Louis-Philippe Ier, celui de Belgique, le duché de Cobourg et les terres de sa famille paternelle,  en Autriche-Hongrie.
Bien que confié aux soins d’une nourrice, Philippe est élevé par ses parents et la princesse Clémentine est, pour lui et ses frères et sœurs, une mère attentionnée. Quant à Auguste de Saxe-Cobourg, il s’occupe lui aussi de sa progéniture. Il initie ainsi Philippe à la chasse, qui est l’une des grandes passions du prince, une fois devenu adulte.
L’éducation que reçoit Philippe lui est donnée par des précepteurs mais ses progrès sont toutefois contrôlés par les professeurs de l’école de Schatten, à Vienne. Aîné de sa fratrie, le prince est destiné à intégrer l’armée et à succéder à son père à la tête des domaines des Kohary. Cependant, ses parents ne sont pas pressés de le voir embrasser la carrière militaire. L’année de ses quinze ans, son oncle le duc Ernest II de Saxe-Cobourg propose à ses parents de nommer l’adolescent sous-lieutenant d’un régiment cobourgeois. Mais le couple refuse car il juge Philippe trop jeune. Peu de temps après, Philippe réussit ses examens puis part effectuer un voyage dans les Alpes autrichiennes avec son frère Auguste et son précepteur.

### Héritier du trône de Grèce?

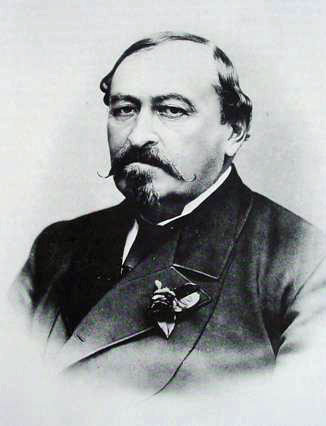
Le duc Ernest II de Saxe-Cobourg-Gotha, oncle de Philippe

En 1863, Philippe part à Bonn pour y étudier le droit durant un an. Dans les mêmes moments, le duc Ernest II de Saxe-Cobourg est proposé comme remplaçant du roi Othon Ier sur le trône de Grèce. Pendant plusieurs semaines, le souverain saxon, soutenu par le roi des Belges, fait mine d’accepter la couronne hellène. Cependant, le duc n’a pas d’enfant et il souhaite faire de Philippe, ou de son frère cadet Auguste, son héritier sur le trône grec. Mais pour les parents des deux princes, la chose est impossible : les Saxe-Cobourg-Kohary sont catholiques et il n’est pas imaginable pour eux qu’un de leurs membres se convertisse à l’orthodoxie pour monter sur un trône. Ernest II finit par abandonner son projet et c'est le prince Guillaume de Danemark qui est élu par l'Assemblée grecque.

### Formation militaire
À son retour de Bonn, Philippe étudie pendant six mois le droit autrichien et les règlements militaires à Vienne. Puis, il part effectuer sa formation d’officier de la cavalerie impériale autrichienne à Raab (aujourd’hui Győr). Pendant la guerre austro-prussienne de 1866, Philippe combat en Moravie dans l’armée autrichienne. Il accompagne alors son beau-frère, le palatin de Hongrie, qui est blessé durant une bataille. De son côté, Philippe ressort indemne du conflit mais la tristesse qui entoure la conclusion de la paix l’affecte lui et sa famille.
En mai 1869, Philippe quitte son régiment de cavalerie et rejoint les hussards hongrois. Quelques mois plus tard, le prince est atteint du typhus et manque d’en mourir. Il finit cependant par se remettre de la maladie et reprend ses fonctions militaires.

### Tour du monde
En juillet 1872, Philippe entreprend avec son frère Auguste un tour du monde qui le mène notamment aux Indes et dans les îles Hawaï. De ce voyage de neuf mois, le prince ramène quantité d'objets de collections et deux ouvrages de souvenirs, publiés quelques années plus tard.

### En quête d'une épouse

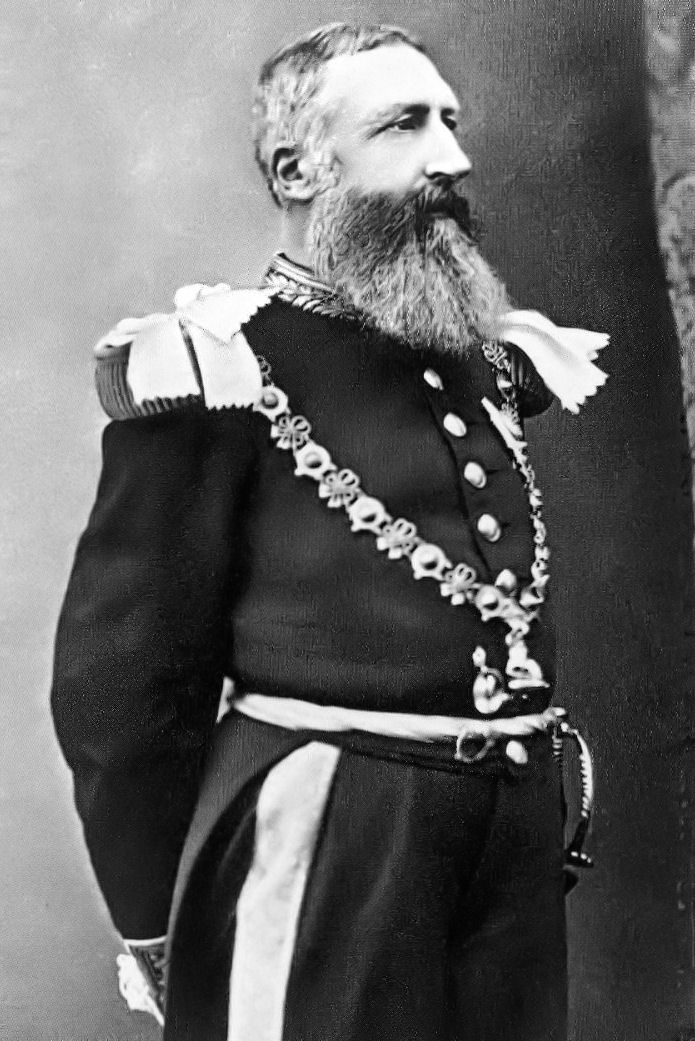
Le roi Léopold II de Belgique, beau-père de Philippe.

Revenu en Europe, Philippe se lance à la recherche d’une épouse. En 1870, il s’était déjà rendu à Rome dans le but d’y rencontrer une princesse italienne qu’il souhaitait épouser. Mais la jeune fille était encore beaucoup trop jeune et Philippe avait rapidement renoncé à son projet de mariage. Deux ans après, Philippe et sa famille s’étaient tournés vers la Cour de Belgique pour savoir si le roi Léopold II consentirait à lui donner sa fille Louise en mariage. Cependant, la réponse du souverain avait été évasive : il espérait en effet marier sa fille aînée à un meilleur parti, peut-être même à l’héritier d’un trône étranger.
Pourtant, les projets matrimoniaux de Philippe évoluent grandement après son retour en Europe.  Le souverain belge craint en effet que le fils de Napoléon III ou un prince de la Maison de Hohenzollern demandent la main de Louise. Or, de telles propositions seraient difficilement refusables sans faire offense mais risqueraient en même temps d’offusquer la Troisième République française si elles étaient acceptées. Léopold II s’empresse donc de renouer le contact avec les Saxe-Cobourg dans le but de marier sa fille au plus vite.  Les fiançailles de Philippe et de sa cousine belge sont donc décidées à Bruxelles le 25 mars 1874.
Le mariage est programmé pour le mois de février 1875 mais les deux familles doivent encore se mettre d’accord sur les questions de dot et de douaire. Or, Léopold II cherche à maintenir autant que possible la fortune royale en Belgique. Cependant, les conditions du souverain ont beau être dures, Philippe les accepte sans difficulté : héritier de la fortune des Kohary, l’argent n’est pas un problème pour lui.

### Un mariage désastreux

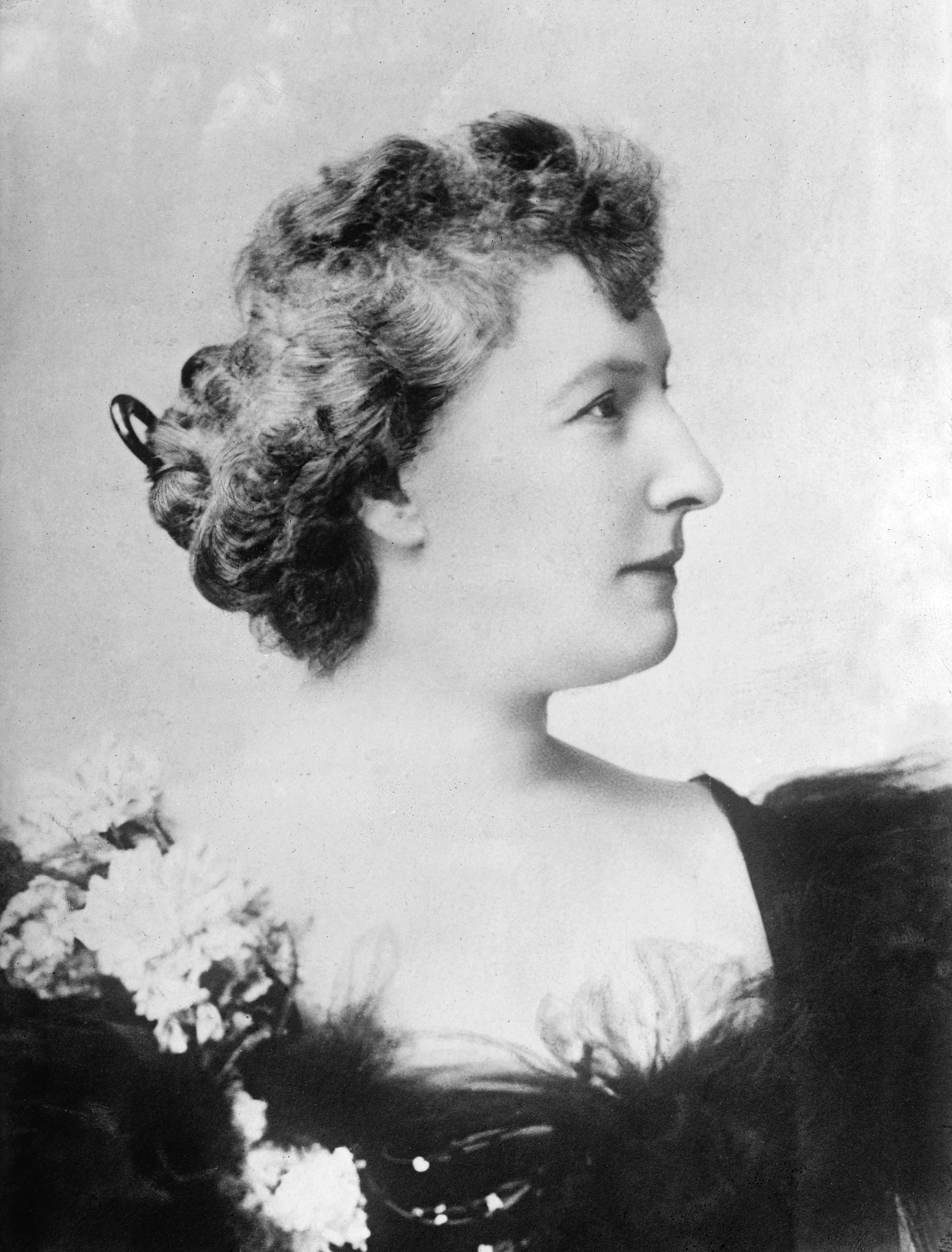
La princesse Louise de Belgique.

Les noces de Philippe et de Louise se déroulent à Bruxelles le 4 février 1875. Parmi les invités du mariage, on trouve le prince de Galles (futur Édouard VII du Royaume-Uni), le kronprinz d’Allemagne (futur Frédéric III), le duc d’Aumale et le comte de Paris. La cérémonie et les festivités se déroulent parfaitement  mais la nuit de noces est un fiasco. La princesse Louise qui n'a que 16 ans, est dégoûtée par l’acte sexuel, s’enfuit en pleurant de la chambre nuptiale et part retrouver sa mère, qui doit longuement la raisonner pour qu’elle accepte de retrouver son mari.  
Quelques jours plus tard, le jeune couple quitte la Belgique et entreprend un long voyage à travers l’Allemagne qui se termine à Vienne. Dans la capitale autrichienne, Louise découvre avec consternation la résidence des Saxe-Cobourg : habituée au luxe et au confort du palais de Bruxelles, elle est choquée par le manque de modernité des installations. En fait, dès le début, le mariage de Philippe et de la princesse belge se révèle catastrophique. Le couple passe son temps à se disputer pour des broutilles et Louise se refuse autant que possible aux devoirs conjugaux.  
Une fois leur lune de miel terminée, Philippe reprend sa vie militaire et le couple s’installe à Budapest dès le mois d’avril 1875. Au fil des années, Louise donne le jour à deux enfants, Léopold et Dorothée. Mais la princesse belge éprouve de plus en plus de répulsion pour son époux. Pour oublier sa tristesse, elle dépense sans compter et ne tarde pas à entretenir des liaisons avec d’autres hommes que son mari.

### Chef des Saxe-Cobourg-Kohary
Le 26 juillet 1881 disparaît le prince  Auguste, père de Philippe et détenteur du majorat des Saxe-Cobourg-Kohary. Philippe devient alors le nouveau chef de sa branche et l’unique possesseur de la fortune de sa famille. Il succède également à son père en tant que membre de la Chambre des Seigneurs de Hongrie. La princesse Clémentine, sa mère, hérite cependant, à titre viager, d’une partie des propriétés de son mari et continue à résider une partie de l’année dans le palais de Cobourg, à Vienne.

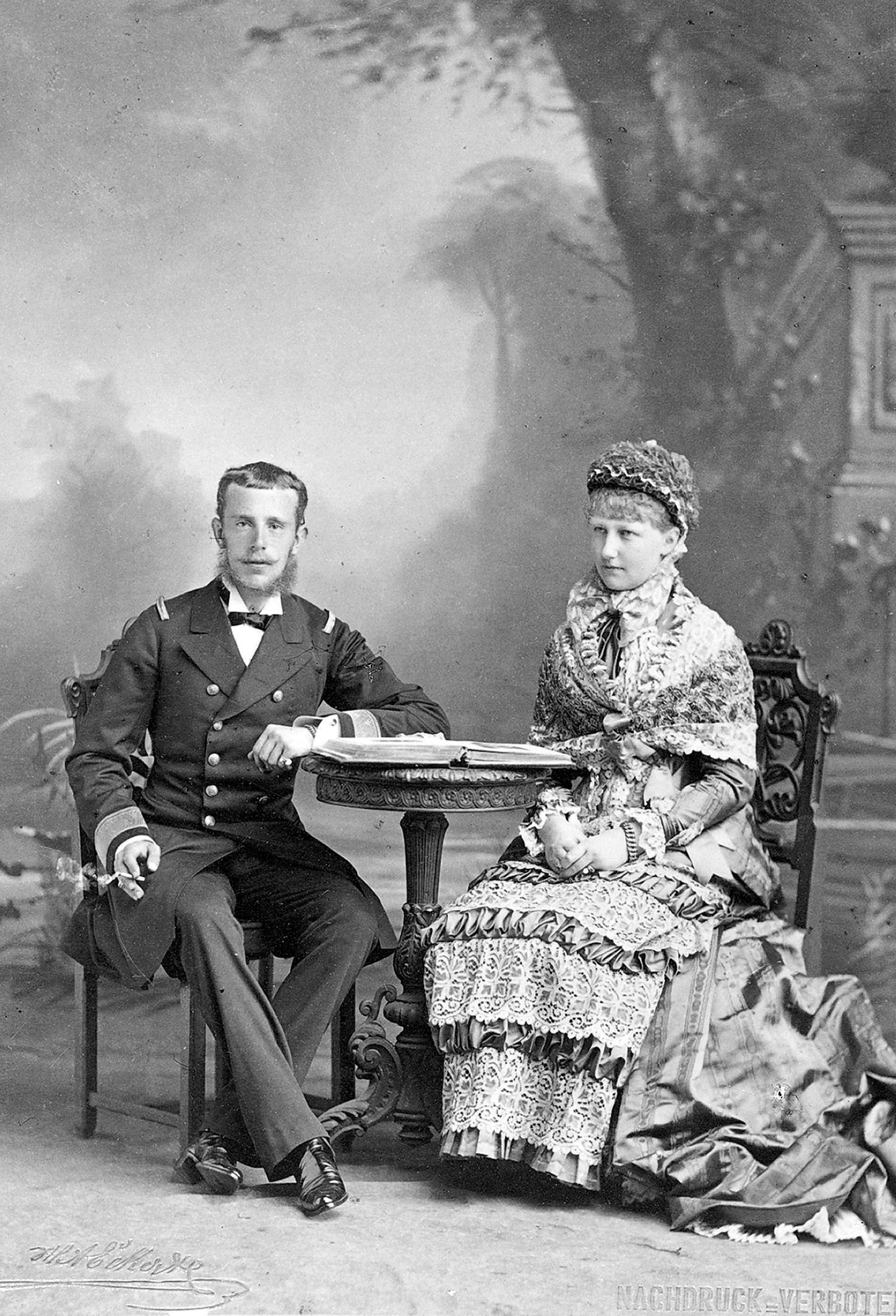
L'archiduc Rodolphe d'Autriche-Hongrie et son épouse la princesse Stéphanie de Belgique.

À Vienne, Philippe et Louise mènent désormais une vie mondaine très remplie et reçoivent régulièrement la haute société austro-hongroise. Le prestige du couple est d’ailleurs augmenté par le mariage, en 1881, d’une des sœurs de Louise, la princesse Stéphanie avec l’héritier du trône austro-hongrois, l’archiduc Rodolphe. Ami proche du kronprinz, Philippe a d’ailleurs le triste privilège de faire partie des trois personnes qui découvrent son corps et celui de sa maîtresse à Mayerling, le 30 janvier 1889. Proche de la Cour impériale, Philippe se voit confirmer le droit de porter le prédicat d’altesse royale et reçoit de François-Joseph Ier l'ordre de la Toison d'or.
Hormis ses fonctions mondaines, Philippe se livre aux plaisirs cynégétiques et collectionne, comme plusieurs de ses parents, les trophées de chasse.  Le prince est également un numismate renommé qui publie plusieurs articles scientifiques consacrés aux monnaies orientales. Enfin, Philippe est protecteur de la Société Géographique de Hongrie, dans le journal de laquelle il écrit même un article consacré à ses souvenirs de voyage à Honolulu.

### Scandale et divorce

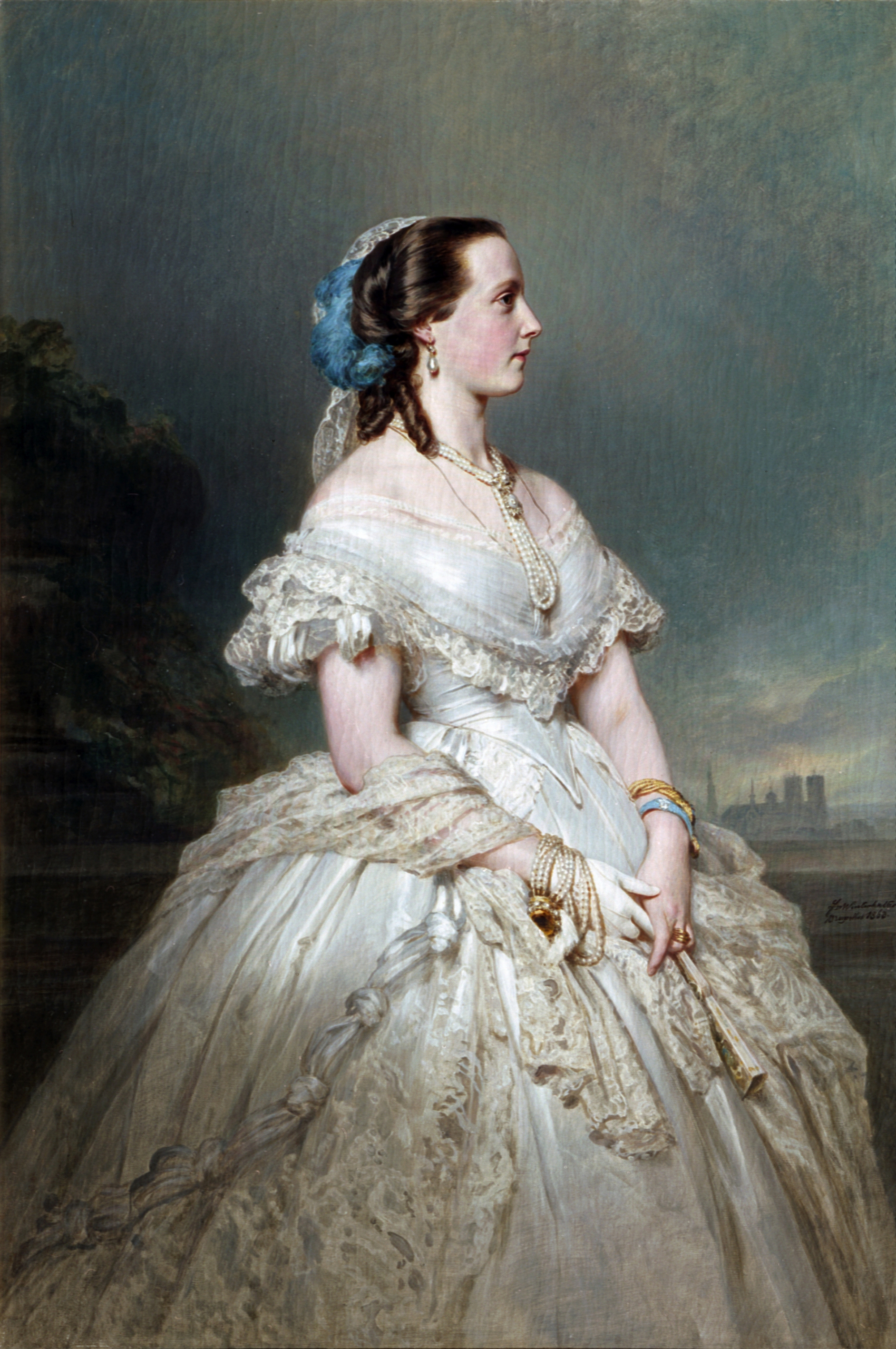
La reine Marie Henriette de Belgique, belle-mère de Philippe.

À l’été 1889, Louise entame une liaison avec l’aide de camp de Philippe, le baron Nicolas Dőry de Jobaháza. Or, la relation ne reste pas longtemps secrète et toute la Maison de Saxe-Cobourg est bientôt au courant. La reine Marie-Henriette de Belgique, mère de la jeune femme, tente alors d’intervenir pour séparer les deux amants mais Louise refuse. C’est seulement à l’automne 1891 que Döry quitte le service de Philippe et met un terme à sa relation avec la princesse.
Quatre ans plus tard, en 1895, Louise fait la connaissance du comte croate Geza Mattachich, avec lequel elle entretient une liaison à partir de 1896. Cette fois encore, la fille du roi des Belges se montre peu discrète et le scandale ne tarde pas à éclater à Vienne. Louise est ainsi convoquée au palais impérial par François-Joseph Ier et celui-ci lui demande froidement de ne plus se présenter devant la Cour. Le souverain craint en effet que le comportement de la jeune femme ait des répercussions négatives sur l’image de sa sœur, l'archiduchesse Stéphanie. Scandalisée, Louise décide de quitter l’Autriche pour se rendre avec sa famille dans le Sud de la France. Mais, à peine son époux est-il retourné à Vienne que Mattachich vient retrouver sa maîtresse.
Dans la famille, tout le monde soutient Philippe, que ce soit à Bruxelles, Vienne, Budapest ou Sofia. Pourtant, le prince se montre assez peu concerné par les tromperies de sa femme. Il faut ainsi toutes les pressions de sa famille et de l’empereur François-Joseph lui-même pour que Philippe se décide à provoquer Mattachich en duel afin de laver son honneur. De cette altercation, le prince ressort blessé à la main tandis que son rival part rejoindre Louise dans le Midi français. Mais s’il se moque d’être trompé, Philippe est en revanche beaucoup plus préoccupé par les dépenses de son épouse et par les dettes qu’elle contracte. Il est d’ailleurs d’autant plus soucieux des agissements de son épouse et de l’amant de celle-ci que de fausses lettres de change portant signature de la princesse Stéphanie circulent et que tout porte à croire qu’elles sont le fait du couple. Philippe fait donc savoir à la presse qu’il refuse désormais de s’acquitter des dépenses de sa femme. Surtout, il décide de faire interner son épouse afin de l’empêcher de continuer à dilapider la fortune familiale. Persuadé que Louise est déséquilibrée et souhaitant lui épargner la prison pour dette, le prince la fait placer sous tutelle tandis que Mattachich est emprisonné pour escroquerie. Déclarée folle par des médecins complaisants payés par Vienne, Louise est enfermée dans un hôpital psychiatrique et définitivement séparée de ses enfants en mai 1898.
Cependant, le scandale n’est pas encore terminé. En 1902, Geza Mattachich parvient à se faire libérer à l’aide de parlementaires socialistes autrichiens émus par le caractère arbitraire de sa situation. Immédiatement après, le comte croate entreprend une campagne de presse pour faire libérer Louise et publie même un livre pour la faire mieux connaître du grand public. Finalement, en 1904, Mattachich réussit à faire évader sa maîtresse pendant un séjour qu’elle effectue à Bad-Elster. Le couple s’installe alors à Paris, où Louise fait de nombreuses déclarations à la presse. Dans les journaux, le prince Philippe est présenté comme une sorte de pervers sexuel tandis que les Saxe-Cobourg-Kohary sont réduits au statut de personnages malveillants. Reconnue saine d’esprit par les médecins, Louise obtient finalement le divorce en janvier 1906.

### Dernières années
Après la Première Guerre mondiale et la disparition de l’Empire austro-hongrois, Philippe perd une partie importante des domaines appartenant au majorat des Kohary. Lorsqu'il doit choisir un héritier, il désigne son filleul et petit-neveu le prince Philipp Josias de Saxe-Cobourg-Gotha (1901-1985). Ce dernier, pour se préparer à sa tâche de gestion du fidéicommis, abandonne sa future carrière dans la marine. Pour sa part, le prince Philippe quitte alors Vienne et s’installe, aux côtés de sa famille, dans la cité de Cobourg, où il meurt en 1921. Ses collections sont vendues aux enchères à Francfort en 1928 et dispersées.

## Publications du prince
Le prince est l'auteur de plusieurs ouvrages et articles, dont certains sont publiés sous le pseudonyme de Philipp von Kariudo.
- (fr) Philipp von Kariudo, Voyages et chasses à travers le monde, A. W. Künast, 1886, traduction française de M. Kroll (ASIN B001BRYW1O)
- (fr) Philippe, Prince de Saxe Cobourg et Gotha, Curiosités orientales de mon cabinet numismatique, Bruxelles, 1891.
- (fr) Philipp von Kariudo, Monnaies grecques inédites et peu connues, C. Rollin et Feuardent, Paris, 1891.
- (de) Philipp von Kariudo, Tagebuch-Skizzen, Verlag von E. Trewendt, Breslau, 1892.
- (fr) Philippe de Saxe-Cobourg, « Numismatique Orientale : monnaie de Räum Mohammed 1626-7 » dans La Revue belge de Numismatique, 1904.

### Sur Philippe
- E. Tripnaux, « Philippe de Saxe-Cobourg-Gotha, le prince numismate », Museum dynasticum, vol. 15, no 2,‎ 2003, p. 11-13.

### Sur ses proches
- Louise de Belgique, Autour des trônes que j'ai vu tomber, Paris, Albin Michel, 1921 (lire en ligne).
- Olivier Defrance, Louise de Saxe-Cobourg : Amours, argent, procès, Bruxelles, Racine, 2000, 336 p. (ISBN 2-87386-230-0).
- Olivier Defrance, La Médicis des Cobourg : Clémentine d’Orléans, Bruxelles, Racine, 2007, 368 p. (ISBN 978-2-87386-486-6 et 2-87386-486-9, lire en ligne).
- Olivier Defrance et Joseph van Loon, La fortune de Dora : Une petite-fille de Léopold II chez les nazis, Bruxelles, Racine, 2013 (ISBN 978-2-87386-817-8 et 2-87386-817-1).
- Olivier Defrance et Joseph van Loon, « Philipp Josias de Saxe-Cobourg et Gotha, un cousin méconnu de nos rois », Museum Dynasticum, vol. XXX, no 1,‎ 2018, p. 5-21 (ISSN 0777-0936, lire en ligne, consulté le 18 août 2022).
- Olivier Defrance et Joseph van Loon, « The Last Kohary », Royalty Digest Quarterly, no 4,‎ 2017, p. 1-12 (ISSN 1653-5219).